# Arkadie Andreasjan
Arkadie Andreasjan (Armeens: Արկադի Անդրեասյան, Russisch: Аркадий Георгиевич Андреасян) (Bakoe, 11 augustus 1947 - aldaar, 23 december 2020) was voetballer en trainer van Armeens origine die uitkwam voor de Sovjet-Unie. In het Russisch werd zijn voornaam geschreven als Arkadi, vaak wordt zijn naam ook zo geschreven.

## Biografie
Andreasjan speelde zijn gehele carrière voor Ararat Jerevan. In 1973 won hij met de club de landstitel en datzelfde jaar en in 1975 ook de beker. In 1976 werd hij topschutter van de Sovjetcompetitie.
Hij speelde 12 wedstrijden voor het nationale elftal en nam met de olympische selectie deel aan het Spelen in München, waar hij de bronzen medaille behaalde.
Na zijn spelerscarrière werd hij trainer.